# 쓰키가타촌 (군마현)
쓰키가타촌(일본어: 月形村)은 일본 군마현 간라군에 설치되었던 촌이다.